# Distrito Escolar de River Rouge

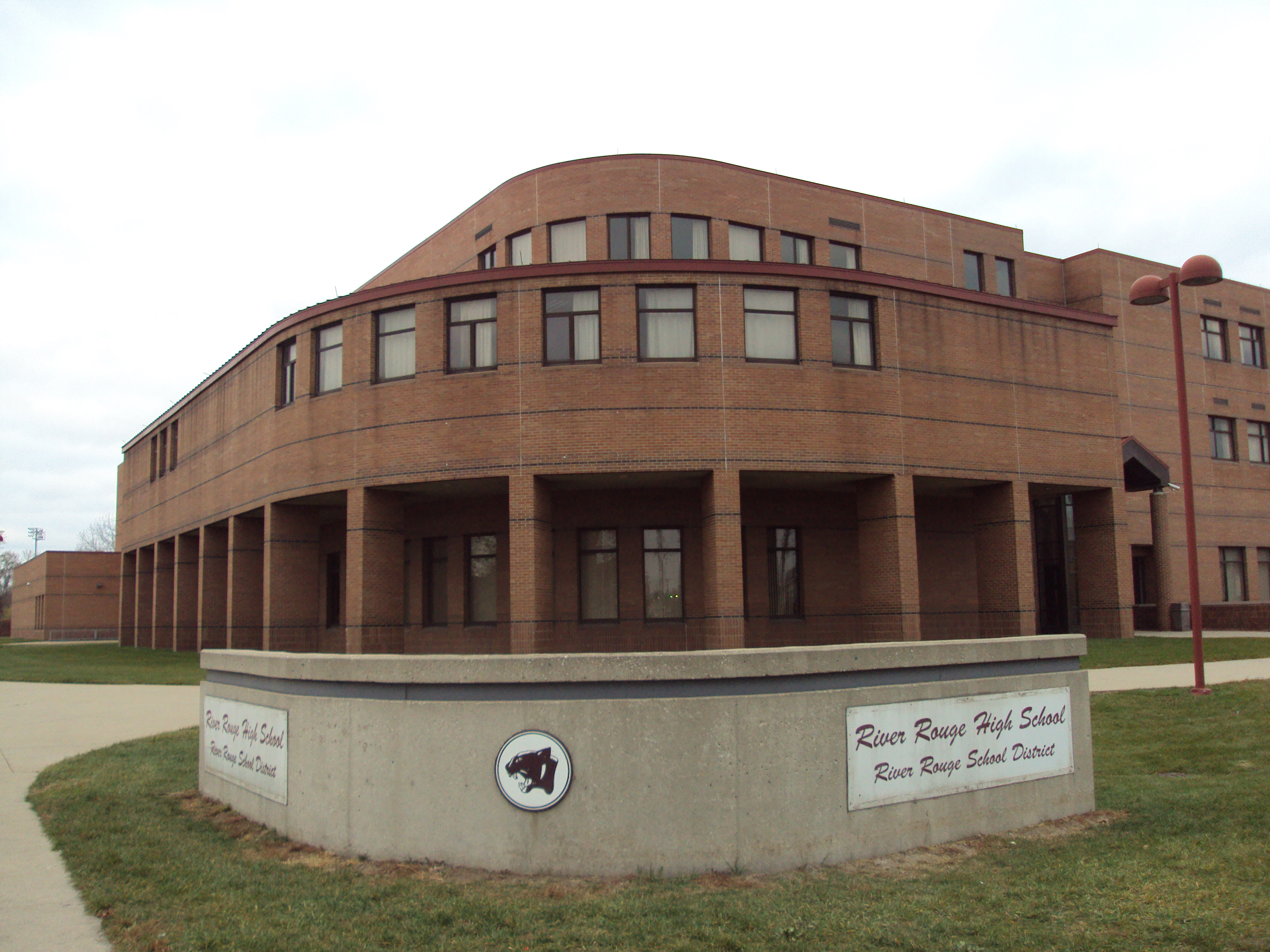
River Rouge High School

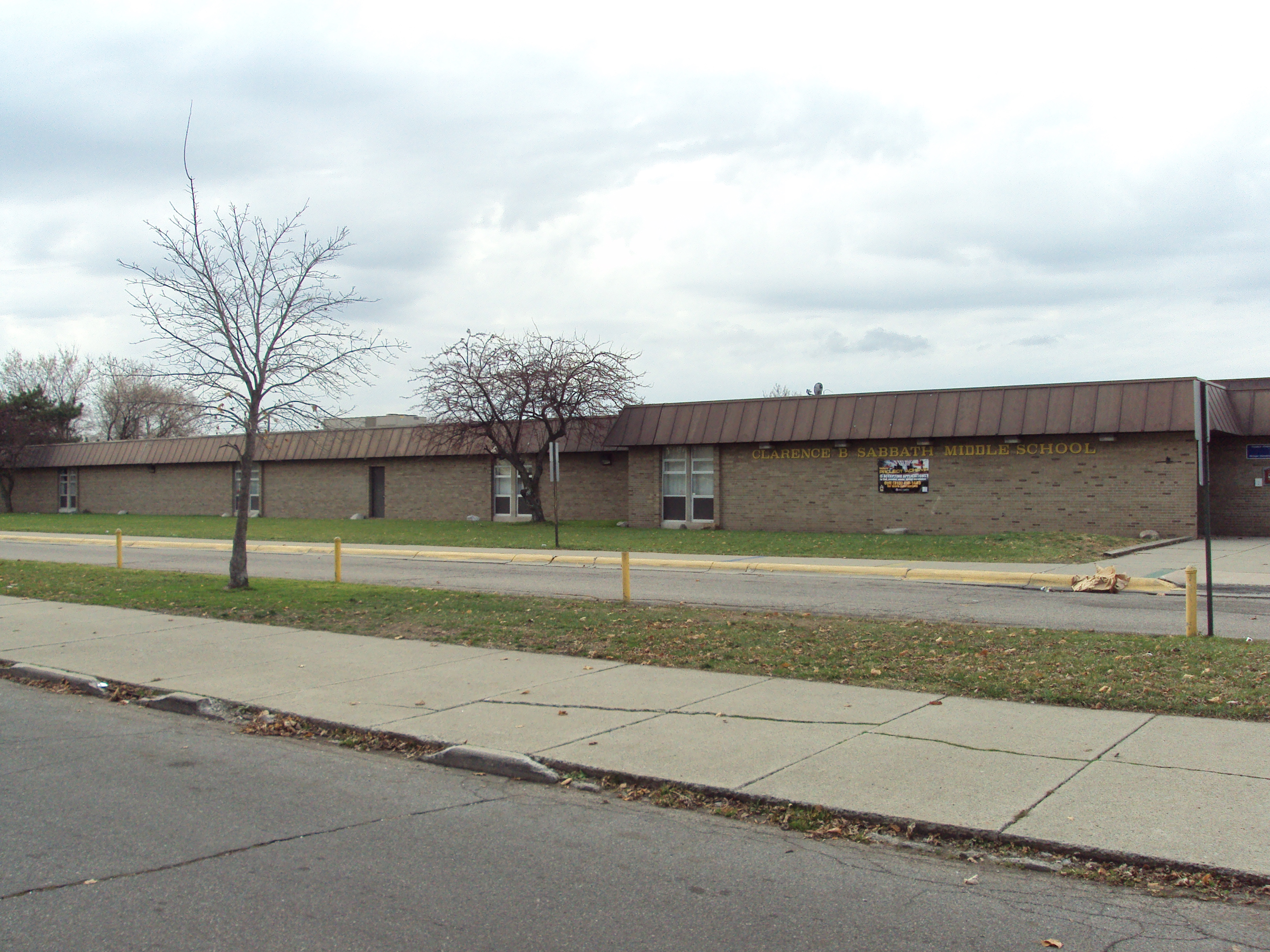
Sabbath Middle School

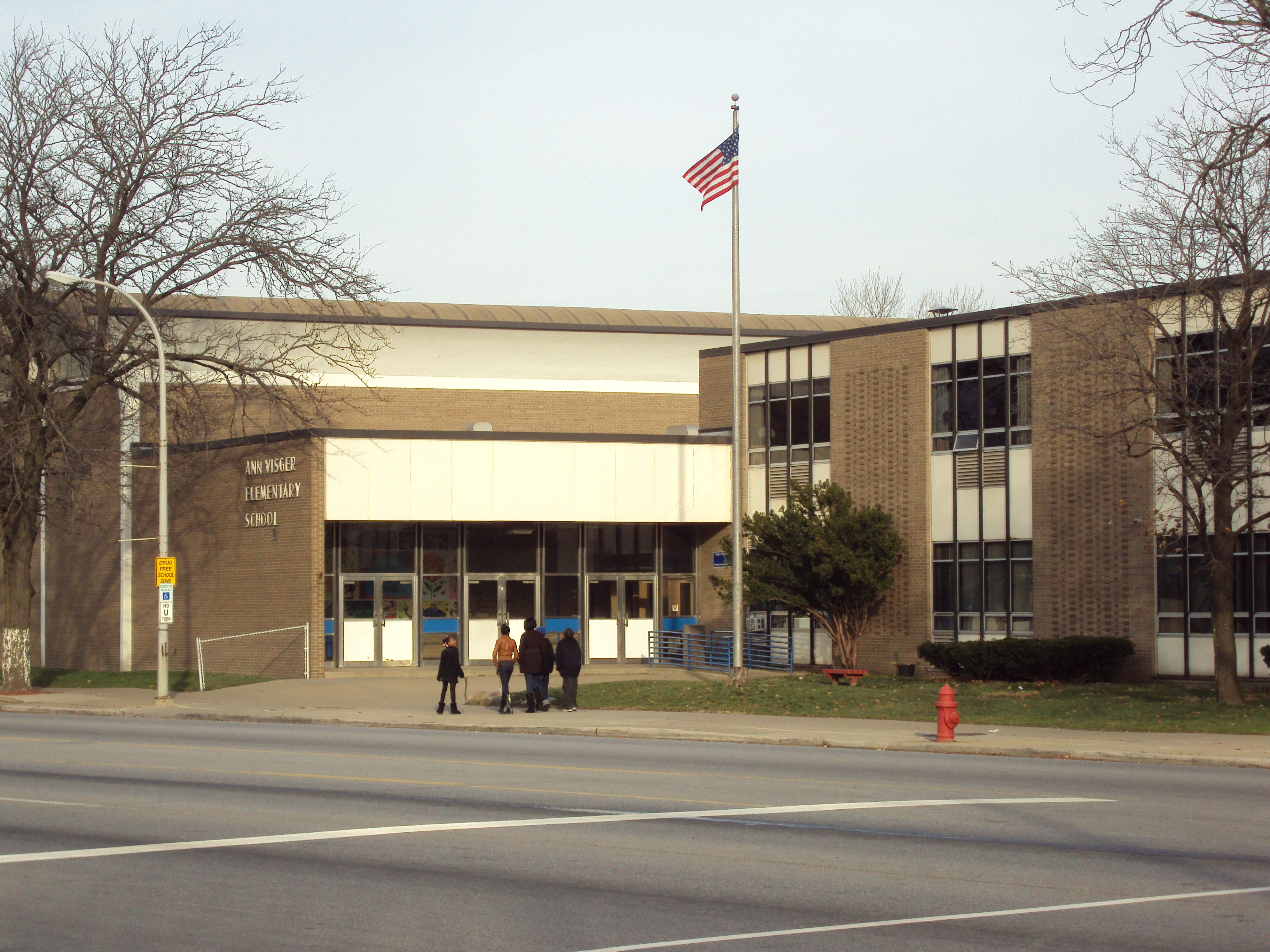
Visger Elementary School

El Distrito Escolar de River Rouge (River Rouge School District) es un distrito escolar de Míchigan. Tiene su sede en River Rouge. El distrito tiene una superficie de 1.77 millas cuadradas, todo la ciudad de River Rouge. Las escuelas son Ann Visger Elementary School (escuela primaria), Clarence B. Sabbath Middle School (escuela media), River Rouge STEM Academy at Dunn (grados K-8), y River Rouge High School (escuela preparatoria).